# Avril-sur-Loire
Avril-sur-Loire è un comune francese di 253 abitanti situato nel dipartimento della Nièvre nella regione della Borgogna-Franca Contea. Nel territorio comunale il fiume Acolin confluisce nel fiume Allier.

## Società

### Evoluzione demografica
Abitanti censiti